# SZA
Solána Imani Rowe (St. Louis, Missouri, 8. studenoga 1989.), poznatija pod umjetničkim imenom SZA, američka je pjevačica i kantautorica. Počela je snimati pjesme početkom 2010-ih; objavila je dva EP-a prije nego što je potpisala ugovor s diskografskom kućom Top Dawg Entertainment koja je objavila Z (iz 2014.), njezin treći EP. Iste je godine napisala pjesmu Feeling Myself s Nicki Minaj i Beyoncé. Godine 2016. gostovala je na Rihanninoj pjesmi Consideration.
Njezin je debitantski glazbeni album Ctrl (iz 2017.) dobio pohvale kritičara. Pojavio se na trećem mjestu glazbene ljestvice Billboard 200 i dostigao je trostruku platinastu nakladu. Na 60. dodjeli nagrada Grammy nominirana je za nagradu u četirima kategorijama, između ostaloga za najbolju novu glazbenicu. Godine 2020. Rolling Stone uvrstio je Ctrl na popis 500 najboljih albuma svih vremena. U kolovozu 2017. gostovala je u pjesmi What Lovers Do skupine Maroon 5. Iduće je godine surađivala s Kendrickom Lamarom na uspješnoj pjesmi Stars snimljenoj za film Black Panther. Zbog te je pjesme bila nominirana za nagradu Zlatni globus i Oscar za najbolju originalnu pjesmu.
Godine 2020. objavila je singl Good Days, a 2021. pjesmu I Hate U. Te je godine gostovala na pjesmi Kiss Me More Doje Cat. Sva su se tri singla popela u prvih deset mjesta ljestvice Billboard Hot 100, a potonji je srušio rekord za najviše vremena koje je singl dviju ili više pjevačica proveo u prvih deset mjesta i za nj je osvojila Grammy za najbolju pop-izvedbu dua ili grupe. SZA je te godine gostovala i na pjesmi No Love pjevačice Summer Walker koja se popela do 13. mjesta ljestvice Billboard Hot 100. Njezin drugi album SOS (iz 2022.) pojavio se na vrhu ljestvice Billboard 200 i srušio rekord za najslušaniji album ritma i bluesa na glazbenim platformama u prvih tjedan dana od objave.

## Djetinjstvo i privatni život
Solána Imani Rowe rođena je 8. studenoga 1989. u St. Louisu u Missouriju, a odrasla je u Maplewoodu u New Jerseyju. Njezin je otac bio CNN-ov izvršni producent, a njezina majka AT&T-jeva izvršna producentica. Ima stariju polusestru Tiffany Daniels i starijeg brata Daniela, poznatijeg pod umjetničkim imenom Manhattan. Njezina je majka kršćanka, a njezin otac musliman. Odrasla je u muslimanskoj vjeri te je slijedi i dalje.
To je vjera u jednoga Boga, sve stupove islama i slično. Mislim da nikad neću napustiti te ideje jer mi duhovno imaju smisla. Tako se povezujem s Bogom; oduvijek mi je to imalo smisla. Mislim da bi mi se svidjelo nositi hidžab, ali ne želim ga istovremeno nositi, govoriti gluposti na pozornici i pojavljivati se u spotovima s Travisom Scottom. Ne želim biti neuljudna jer tu religiju, svojeg oca i sebe previše volim i poštujem.
Svakog bi dana nakon završetka nastave u običnoj školi išla u privatnu muslimansku školu. Međutim, nakon teroristički napada 11. rujna 2001., dok je bila u sedmom razredu, bila je izložena zlostavljanju i zato je prestala nositi hidžab. Pohađala je srednju školu Columbia High School, u kojoj se aktivno bavila sportom, a naročito gimnastikom i navijanjem.
Nakon što je 2008. maturirala, pohađala je tri različita fakulteta, a naposljetku se upisala na Delaware State University kako bi studirala morsku biologiju. Ispisala se s tog sveučilišta u zadnjem semestru, ali se odmah počela prijavljivati za razne poslove kako bi zaradila novac. Svoje je umjetničko ime osmislila s pomoću Najviše Abecede, a nadahnuo ju je reper RZA iz skupine Wu-Tang Clan. Zadnja dva slova u njezinu imenu znače Zig-Zag i Alah, a prvo slovo može značiti spasitelj ("savior") ili suveren ("sovereign").

## Karijera

### Početak karijere i EP-ovi (2011. – 2014.)
SZA se prvi put susrela s predstavnicima Top Dawg Entertainmenta tijekom CMJ New Music Reporta 2011.; modna kuća njezina dečka tad je sponzorirala koncert Kendricka Lamara. Njezine su rane pjesme predane TDE-ovu predsjedniku Terrenceu "Punchu" Hendersonu, kojeg je iznenadila njihova kvaliteta. Ostali su u kontaktu; nakon što je SZA počela privlačiti pozornost objavom dvaju EP-ova, diskografska je kuća 14. srpnja 2013. potpisala ugovor s njom, te je tako postala prva glazbenica s kojom je ta kuća potpisala ugovor. Rane je pjesme snimala s prijateljima i susjedima, a za njih su "ukrali brdo ritmova s interneta". Dana 29. listopada 2012. samostalno je objavila debitantski EP See.SZA.Run.
Dana 10. travnja 2013. objavila je drugi EP S, koji je dobio pozitivne kritike. Taj je uradak podržala objavom glazbenog spota za pjesmu "Ice Moon". U listopadu 2013. održala je četiri koncerta sa švedskim sastavom Little Dragon.
U prosincu te godine objavila je pjesmu "Teen Spirit", a potom su objavljena remiksana inačica te pjesme na kojoj gostuje reper 50 Cent i glazbeni spot koji je režirao APlusFilmz. Godine 2014. gostovala je na nekoliko pjesama; između ostalog gostovala je na dvjema pjesmama na debitantskom EP-u Cilvia Demo Isaije Rashada, a pojavila se i na Oxymoronu, debitantskom studijskom albumu Schoolboya Q.
Dana 26. ožujka 2014. objavila je singl "Child's Play" na kojem gostuje Chance the Rapper; produkciju potpisuju Dae One i XXYYXX. Treći EP Z objavljen je 8. travnja 2014.; glavni je singl "Babylon" objavljen s glazbenim spotom koji je režirao APlusFilmz. Kako bi podržala Z, SZA je održala nekoliko koncerata na SXSW Music Festivalu u teksaškom gradu Austinu. SZA se u to vrijeme prvi put pojavila na glazbenim ljestvicama; Z je u Ujedinjenom Kraljevstvu dosegao 32. mjesto ljestvice R&B Charts. Z se pojavio i na 39. mjestu američke ljestvice Billboard 200; u prvom je tjednu prodano 6980 primjeraka tog EP-a. Dosegao je i deveto mjesto na Billboardovoj ljestvici Hip Hop/R&B.
SZA je potom počela snimati pjesme za četvrti EP A. U srpnju 2014. gostovala je na singlu "Moodring" Kitty Cash. Tog je mjeseca također objavila pjesmu "Divinity" na kojoj je surađivala s Jill Scott, a 11. srpnja objavila je glazbeni spot za pjesmu "Julia" s EP-a Z. Dana 18. studenoga 2014. objavila je pjesmu "Sobriety", a u prosincu te godine s The Internetom je podržala Jhené Aiko na njezinoj turneji Enter the Void.

### Ctrli uspjeh (2015. – 2018.)
Dok je radila na EP-u A (koji je naknadno postao njezin debitantski studijski album Ctrl), SZA je počela pisati pjesme za glazbenice kao što su Beyoncé i Rihanna. S Rihannom i Tyranom Donaldsonom napisala je pjesmu "Consideration" za Rihannin album Anti (iz 2016.); također je gostovala na toj pjesmi i uživo ju je otpjevala s Rihannom 24. veljače 2016. na dodjeli nagrada Brit.
U siječnju 2017. objavila je pjesmu "Drew Barrymore". Dana 28. travnja 2017. potpisala je ugovor s RCA Recordsom, a 9. lipnja 2017. objavila je debitantski album Ctrl, koji je dobio pohvale kritičara, a na Metacriticu je osvojio 86 od 100 bodova. Ctrl se pojavio na trećem mjestu ljestvice Billboard 200; prodano je 125 000 jedinica ekvivalentnih albumu, tj. 80 000 primjeraka albuma ako se u obzir ne uzima slušanost pjesama na internetskim glazbenim servisima; za promidžbu uratka objavljeno je nekoliko singlova, a među njima je pjesma "Love Galore", koja je ušla u prvih 40 mjesta Billboardove ljestvice Hot 100 i naposljetku je stekla platinastu nakladu. Časopis Time proglasio je Ctrl najboljim albumom 2017.
Od 20. kolovoza do 22. prosinca 2017. SZA je podržavala uradak koncertnom turnejom po Sjevernoj Americi, a od 17. listopada do 30. studenoga 2017. bila je i predizvođačica na europskoj turneji Set It Off Tour Brysona Tillera kojom je podržavao svoj album True to Self.
U kolovozu 2017. surađivala je s američkim pop rock-sastavom Maroon 5 na njegovu singlu "What Lovers Do" s albuma Red Pill Blues. Taj se singl pojavio na devetom mjestu Billboardove ljestvice Hot 100. To je prva pjesma na kojoj je gostovala koja je ušla u prvih deset mjesta te ljestvice. Idućeg je mjeseca objavila pjesmu "Quicksand", koja se pojavila u glazbi za HBO-ovu seriju Nesigurna, a s Khalidom i Postom Maloneom gostovala je na remiksanoj inačici pjesme "Homemade Dynamite" pjevačice Lorde s njezina drugog studijskog albuma Melodrama. Te je godine također radila na zajedničkom albumu s Markom Ronsonom i projektom Tame Impala.
Dana 28. studenoga 2017. nominirana je za pet nagrada Grammy, a među njima bila je i nagrada za najboljeg novog izvođača. Na dodjeli nagrada 2018. nominirana je za više nagrada od bilo koje druge glazbenice. Međutim, ipak nije osvojila nijednu od njih.
U siječnju 2018. SZA i Kendrick Lamar pojavili su se na pjesmi "All the Stars", objavljenoj kao singl za album za film Black Panther. Taj je singl dosegao sedmo mjesto na ljestvici Hot 100, te je tako postao njezin drugi singl koji je ušao u prvih deset mjesta te ljestvice. SZA je također surađivala s Cardi B na pjesmi "I Do" s albuma Invasion of Privacy.

### Suradnje iSOS(2019. – danas)
U svibnju 2019. gostovala je na pjesmi "Just Us" s albuma Father of Asahd DJ Khaleda. Za tu je pjesmu naknadno objavljen i glazbeni spot. Dana 26. veljače 2020. SZA i Justin Timberlake objavili su "The Other Side", pjesmu za film Trolovi: Svjetska turneja, i njezin popratni spot. SZA je uz izvođače među kojima su Bruce Springsteen, Bon Jovi i Halsey održala dobrotvorni koncert za New Jersey kako bi podržala rad te savezne države u suzbijanju pandemije koronavirusa. Taj se koncert održao 22. travnja 2020., svi su izvođači nastupali iz svojih domova, a sav je prihod doniran New Jersey Pandemic Relief Fundu. U svibnju te godine SZA je na Twitteru izjavila da razmišlja o objavi "hrpe" prethodno neizdanih pjesama, otprilike njih dvadeset.
U kolovozu 2020. objavila je tweet koji je potom izbrisala u kojem je izjavila: "Ovaj put morate pitati Puncha", pritom se odnoseći na Terrencea "Puncha" Hendersona, predsjednika Top Dawg Entertainmenta. U drugom je tweetu rekla da je "sve što joj [Punch] kaže" u vezi s objavom novih pjesama jest da će biti objavljene "uskoro". Time je otkriveno da je bila u lošim odnosima s njim otkad je odgođena objava njezina drugog albuma, o kojem je prvi put bilo riječi 2019. Dana 4. rujna 2020. objavila je pjesmu "Hit Different", na kojoj gostuje Ty Dolla Sign, a produkciju potpisuje tim The Neptunes. Na Božić 2020. objavila je pjesmu "Good Days" na glazbenim platformama nakon što se dio te pjesme pojavio na kraju spota za "Hit Different". Engleski pjevač Jacob Collier bio je prateći vokal na toj pjesmi. Dosegla je deveto mjesto na ljestvici Hot 100 i tako postala prva njezina samostalna pjesma koja je ušla u prvih deset mjesta iako je u početku uopće nije namjeravala objaviti kao singl.
Dana 9. travnja 2021. gostovala je na pjesmi "Kiss Me More" Doje Cat. Ta je pjesma dosegla prvo mjesto ljestvica na Novom Zelandu i ušla je u prvih četrdeset mjesta ljestvica u više od deset država, a u prvih je deset mjesta ušla u Sjedinjenim Državama, Kanadi, Ujedinjenom Kraljevstvu, Australiji, Irskoj i Litvi. Za pjesmu je istog dana objavljen i glazbeni spot koji je režirao Warren Fu.
U rujnu 2021. SZA je objavila obradu pjesme "The Anonymous Ones". Riječ je o pjesmi snimljenoj za filmsku adaptaciju mjuzikla Dragi Evan Hansen. Njezina inačica pjesme svira tijekom popisa zasluga u samom filmu.
Dana 5. studenoga 2021. objavljena je pjesma "No Love" na kojoj pjeva sa Summer Walker, a sama je pjesma najavljena još u lipnju na Walkerinu profilu na Instagramu. Nakon što je pjesma bila uspješna na ljestvicama za ritam i blues, izdana je kao službeni singl nakon što je proširena inačica te pjesme objavljena u ožujku iduće godine s glazbenim spotom.
SZA je 3. prosinca 2021. objavila pjesmu "I Hate U" nakon što je postala popularna na TikToku; prethodno je objavljena u kolovozu 2021. samo na SoundCloudu. Nakon 64. dodjele nagrada Grammy SZA je izjavila da je dovršila drugi album i da ga planira objaviti "uskoro".
Kako bi obilježila petu godišnjicu njegove objave, SZA je 9. lipnja 2022. objavila deluxe-inačicu albuma Ctrl. Ta inačica sadrži sedam prethodno neobjavljenih pjesama, među kojima su "2AM", "Jodie", "Percolator" i drukčija verzija pjesme "Love Galore" bez Travisa Scotta.
Singl "Shirt" objavljen je 28. listopada 2022.; uz njega je objavljen i glazbeni spot u kojem glumi LaKeith Stanfield. SZA je tu pjesmu najavila krajem 2020. na kraju službenog spota za "Good Days", a potom je postala popularna na TikToku u sklopu internetskog izazova. Na kraju spota za "Shirt" najavila je i pjesmu "Blind".
Na svoj trideset i treći rođendan SZA je na svojem profilu na Instagramu objavila teaser pod imenom "PSA". Taj video završava Morseovim kodom za "S.O.S.", čime su počela govorkanja o nadolazećem projektu. Dana 16. studenoga 2022. Billboard je službeno potvrdio da je ime njezina drugog studijskog albuma SOS i da će biti objavljen u prosincu. Dana 30. studenoga 2022. SZA je objavila naslovnicu albuma na svojem profilu na Instagramu. Nakon što je otpjevala pjesme "Shirt" i "Blind" u emisiji Saturday Night Live na NBC-ju, SZA je izjavila da će album biti objavljen 9. prosinca 2022.

## Utjecaji

### Glazba
Za njezin se vokalni stil tvrdi da podsjeća na "poj" pjevačica džeza. Budući da je prvi ženski izvođač i prvi pjevač koji je potpisao ugovor s Top Dawg Entertainmentom, SZA je stekla pozornost već na početku karijere. Njezin se glas, prema riječima Marisse G. Muller iz časopisa Rolling Stone, odlikuje rasponom od "blaže hrapavosti do falseta koji stremi k visinama". Jordan Sargent iz Pitchforka izjavio je da je njezin glas "[tipičan za] chillwave" i "eteričan". SZA ne smatra da njezine pjesme spadaju u hip hop, R&B i pop; izjavila je da često sluša različite vrste glazbe, od pjesama Stevie Nicks i klasičnog džeza do narodne glazbe i rapa. Komentirala je: "Kad mi pokušaju kategorizirati pjesme po žanrovima, time im postavljaju granice. To umanjuje glazbu." Počela je pisati pjesme jer "voli" pisati i uživa u poeziji; kad piše stihove, improvizira ih kako bi izrazila sve ono što joj pada na pamet, no ističe da joj stihovi zato nemaju uvijek smisla. Njezine pjesme u tematskom smislu sadrže "jasne stihove" koji govore o seksualnosti, nostalgiji i osjećaju napuštenosti.
Njezin glazbeni stil opisuje se kao "alternativni ritam i blues". Pjesme su oblikovane na temelju "slojeva isjeckanih, odgođenih i izokrenutih vokalnih dionica" i sadrže "zaplete i izobličenja". Reggie Ugwu iz Billboarda izjavio je da je njezin glazbeni stil "agnostička utopija iz koje cure osjećaji" te da njezine pjesme "povezuju minimalistički ritam i blues, synthpop iz osamdesetih i soul". Njezine se pjesme uglavnom svrstavaju u žanrove kao što su alternativni ritam i blues i neo-soul, ali su recenzenti istaknuli i da se odlikuju utjecajima velikog broja žanrova, među kojima su soul, hip hop, minimalistički R&B, indie rock, cloud rap, eterični R&B, witch house i chillwave. Michael Madden izjavio je da se njezin glazbeni stil odlikuje "agnostičnošću", tj. da ne slijedi jedan pristup, nego ga prožima raznolikost i da ne sadrži samo "R&B, pop, soul ili bilo koju stvar zasebno".
SZA je izjavila da na njezino pjevanje utječe Ella Fitzgerald, a Lauryn Hill nazvala je jednom od osobnih idola. Također je izdvojila različite izvođače kao utjecajne, a među njima su Meelah, Red Hot Chili Peppers, LFO, Macy Gray, Common, Björk, Jamiroquai te "mnogo pjesama Wua, Nasa, Mosa Defa i Hova". O svojim je utjecajima komentirala i ovo: "Nadahnulo me plesanje s American Ballet Theatreom i koreografije uz Björkine [pjesme]. To je jedini put da je išta izvana utjecalo na moje pjesme. Ljudi koji su mi se jako sviđali u glazbenom smislu uvijek su bili mnogo stariji od mene. Jamiroquai je baš stvar za mene." U intervjuu za Live Nation Entertainment opisala je susret s Beyoncé tijekom kojeg su radile na pjesmi "Feeling Myself" i izjavila je: "Beyoncé je vjerojatno najsavršenije, najdivnije biće koje sam ikad upoznala. To je, uz moju majku, žena koja me najviše nadahnjuje." Za Rihannu je izjavila da se divi njezinoj čvrstoći i samopouzdanju te činjenici da snima samo pjesme koje želi snimiti i dodala je da je može zamisliti kako pjeva njezine stihove. Pohvalila je i pjevačicu Ashanti, za koju je izjavila da uvelike nadahnjuje i da je voli od djetinjstva.

### Moda
U intervjuu je izjavila da je ne nadahnjuje toliko glazba koliko stvaranje umjetničkih djela općenito. Uzori su joj i osobe koje nisu "tipični umjetnici", a među njima su njezin "omiljeni gimnastičar, klizač na ledu, saksofonist, slikar i filmski redatelj"; dodala je da ju je osobito nadahnuo filmski redatelj Spike Lee. U intervjuu s časopisom W izjavila je da na njezin stil odijevanja uglavnom utječu filmovi, pogotovo filmovi Wesa Andersona; sviđa joj se što se koristi "raznovrsnim bojama" i komentirala je da bi se "voljela odjenuti kao lik iz Kraljevstva izlazećeg mjeseca ili kao Bill Murray u Panici pod morem". Njezin se stil odijevanja uspoređuje s onim neo-soul-glazbenica kao što su Lauryn Hill i Erykah Badu. Njezina je frizura izazvala zanimanje već na početku njezine karijere i o njoj je govorila u intervjuima s časopisima Vogue i Harper's Bazaar. Tijekom nastupa uglavnom nosi "lepršavu" odjeću u kojoj se kreće bez većeg napora, pidžamu ili vrećastu odjeću.

## Diskografija
Studijski albumi
- Ctrl (2017.)
- SOS (2022.)

## Nagrade i nominacije
SZA je osvojila jedan Grammy (za koji je nominirana ukupno 14 puta) te je bila nominirana za nagrade Zlatni globus i Oscar. Osvojila je jednu Američku glazbenu nagradu, jednu Billboardovu glazbenu nagradu, dvije nagrade MTV Video Musica, dvije nagrade BET (od kojih je jedna nagrada za najboljeg novog izvođača) i nagradu Rulebreaker na događaju Billboard Women in Music 2018. Godine 2017. osvojila je i nagradu Soul Train Music za najboljeg novog izvođača.
U rujnu 2022. navedena je u popisu TIME100 Next List kao jedna od zvijezda u usponu. Na dodjeli nagrada Grammy te godine osvojila je nagradu za najbolju izvedbu pop-dua ili grupe s Dojom Cat za pjesmu "Kiss Me More".

## Vanjske poveznice

### Sestrinski projekti
|  | Zajednički poslužitelj ima još gradiva o temi SZA |

### Mrežna mjesta
- Službene stranice (1)
- Službene stranice (2)